# Stefan Kapičić
Stefan Kapičić (cirill: Стефан Капичић, Köln, 1978. december 1. –) szerb színész. A montenegrói filmtanács egyik tagja.
Legismertebb alakítása Pjotr Raszputyin / Kolosszus a Deadpool-filmekben.

## Fiatalkora
1978. december 1-jén született a Kölnben, Slobodanka "Beba" Žugić montenegrói színésznő és Dragan Kapičić visszavonult szerb kosárlabdázó fiaként. Édesapja annak idején a Saturn Köln csapatában játszott. Hároméves korában a család visszatért Jugoszláviába. A belgrádi Színművészeti Karon tanult színészetet. Beszél szerbül, angolul, németül és oroszul.

## Pályafutása
2015-ben saját apja szerepét játszotta a Bićemo prvaci sveta című filmben. 2016-ban megkapta Pjotr Raszputyin / Kolosszus szerepét a Deadpool című filmben. 2023-ban a The Last Voyage of the Demeter című filmben szerepelt.

## Magánélete
2015 decemberében Kapičić eljegyezte Ivana Horvat horvát színésznőt. 2017-ben házasodtak össze.

## Filmográfia

### Filmek
| Év   | Magyar cím                           | Eredeti cím                     | Szerep                              | Magyar hang     |
| ---- | ------------------------------------ | ------------------------------- | ----------------------------------- | --------------- |
| 2002 | Pán Péter – Visszatérés Sohaországba | Return to Never Land            | Hook kapitány (szerb hangja)        | Benkóczy Zoltán |
| 2003 |                                      | Citravita                       | rendőr                              |                 |
| 2003 |                                      | Skoro sasvim obična priča       | Bane Leskovac                       |                 |
| 2004 |                                      | Slobodan pad                    | Nikola                              |                 |
| 2004 |                                      | O štetnosti duvana              | Ahmed Crni Arapin                   |                 |
| 2006 |                                      | Ne skreći sa staze              | Gej Deda Mraz                       |                 |
| 2006 | Garfield 2.                          | Garfield: A Tail of Two Kitties | Winston (szerb hangja)              | Szilágyi Tibor  |
| 2006 | Nagyon vadon                         | Open Season                     | Shaw (szerb hangja)                 | Besenczi Árpád  |
| 2008 |                                      | Čarlston za Ognjenku            | Arsa 'Kralj čarlstona'              |                 |
| 2008 | Szélhámos fivérek                    | The Brothers Bloom              | Német bártulaj                      |                 |
| 2012 | Mindenki szereti a bálnákat          | Big Miracle                     | Yuri                                |                 |
| 2012 |                                      | Larin izbor: Izgubljeni princ   | Nikša Ivanov                        |                 |
| 2015 |                                      | Bićemo prvaci sveta             | Dragan Kapičić                      |                 |
| 2015 | Majmok a csúcson                     | Animal Kingdom: Let's Go Ape    | Édouard (szerb hangja)              | Hamvas Dániel   |
| 2015 | Agymanók                             | Inside Out                      | Riley apja (szerb hangja)           | Rajkai Zoltán   |
| 2015 | Dínó tesó                            | The Good Dinosaur               | Apa (szerb hangja)                  | Kőszegi Ákos    |
| 2016 | Deadpool                             | Deadpool                        | Pjotr Raszputyin / Kolosszus (hang) | Törköly Levente |
| 2018 | Deadpool 2.                          | Deadpool 2                      | Pjotr Raszputyin / Kolosszus (hang) | Törköly Levente |
| 2023 |                                      | The Last Voyage of the Demeter  | Olgaren                             |                 |
| 2023 |                                      | Slotherhouse                    | Oliver                              |                 |
| 2024 | Deadpool & Rozsomák                  | Deadpool & Wolverine            | Pjotr Raszputyin / Kolosszus (hang) | Törköly Levente |

### Televíziós szerepek
| Év        | Magyar cím           | Eredeti cím          | Szerep                    | Megjegyzések   |
| --------- | -------------------- | -------------------- | ------------------------- | -------------- |
| 2006–2007 |                      | Obični ljudi         | Igor Nikolić              | 111 epizód     |
| 2008      | Az egység            | The Unit             | Dragan                    | 1 epizód       |
| 2008      | Gyilkos számok       | Numb3rs              | Lee Hagopian              | 1 epizód       |
| 2010      | 24                   | 24                   | Davros ügynöke            | tévéfilm       |
| 2011–2013 | Lara választása      | Larin izbor          | Nikša Ivanov              | 251 epizód     |
| 2011      | Összeesküvés         | The Event            | Dimitri Jelavitch         | 1 epizód       |
| 2013      |                      | Stella               | Zac                       | mellékszereplő |
| 2013–2014 |                      | Zora dubrovačka      | Rocco Sorgo               | 43 epizód      |
| 2018–2022 | Better Call Saul     | Better Call Saul     | Casper                    | 6 epizód       |
| 2019      | Love, Death & Robots | Love, Death & Robots | Nikolai Zakharov (hangja) | 1 epizód       |
| 2022      | Chicago Med          | Chicago Med          | Nikola Corluka            | 1 epizód       |